# Neuseeländische Cricket-Nationalmannschaft gegen Pakistan in der Saison 2014/15
Die Tour der neuseeländischen Cricket-Nationalmannschaft gegen Pakistan in der Saison 2014/15 fand vom 11. November bis zum 19. Dezember 2014 in den Vereinigten Arabischen Emiraten statt. Die internationale Cricket-Tour war Teil der internationalen Cricket-Saison 2014/15 und umfasste drei Test Matches, zwei Twenty20s und fünf ODIs. Die Test- und die Twenty20-Serie gingen 1–1 aus, während die ODI-Serie von Neuseeland 3–2 gewonnen wurde.

## Vorgeschichte
Pakistan bestritt zuvor ebenfalls in den Vereinigten Arabischen Emiraten eine Tour gegen Australien. Neuseeland hatte zuvor Südafrika für eine Tour zu Gast. Die letzte Tour der beiden Mannschaften fand in der Saison 2010/11 in Neuseeland statt.

## Stadien
Die folgenden Stadien wurden für die Tour als Austragungsort vorgesehen und am 7. Mai 2014 bekanntgegeben.
| Stadion                             | Stadt     | Kapazität | Spiele                       |
| ----------------------------------- | --------- | --------- | ---------------------------- |
| Sheikh Zayed Cricket Stadium        | Abu Dhabi | 20.000    | 1. Test; 4. & 5. ODI         |
| Dubai International Cricket Stadium | Dubai     | 25.000    | 2. Test; 1. ODI; 1. & 2. ODI |
| Sharjah Cricket Association Stadium | Sharjah   | 27.000    | 3. Test 2. & 3. ODI          |

## Kaderlisten
Pakistan benannte seinen Test-Kader am 6. November, den ODI- und Twenty20-Kader am 30. November 2014.
Neuseeland benannte seinen Test-Kader am 1. Oktober und seine ODI- und Twenty20-Kader am 1. Dezember 2014.
| Test | Test | ODI | ODI | Twenty20 | Twenty20 |
| Pakistan | Neuseeland | Pakistan | Neuseeland | Pakistan | Neuseeland |
| --- | --- | --- | --- | --- | --- |
| - Misbah-ul-Haq (K) - Ahmed Shehzad - Asad Shafiq - Azhar Ali - Ehsan Adil - Haris Sohail - Imran Khan - Mohammad Hafeez - Mohammad Talha - Rahat Ali - Sarfaraz Ahmed (wk) - Shan Masood - Taufeeq Umar - Yasir Shah - Younus Khan - Zulfiqar Babar | - Brendon McCullum (K) - Corey Anderson - Trent Boult - Doug Bracewell - Mark Craig - Tom Latham - James Neesham - Luke Ronchi (wk) - Hamish Rutherford - Ish Sodhi - Tim Southee - Ross Taylor - Neil Wagner - BJ Watling (wk) - Kane Williamson | - Misbah-ul-Haq (K) - Ahmed Shehzad - Asad Shafiq - Bilawal Bhatti - Haris Sohail - Mohammad Hafeez - Mohammad Irfan - Nasir Jamshed - Sarfaraz Ahmed (wk) - Shahid Afridi - Sohail Tanvir - Umar Akmal - Umar Gul - Wahab Riaz - Younis Khan - Zulfiqar Babar | - Kane Williamson (K) - Corey Anderson - Dean Brownlie - Anton Devcich - Martin Guptill - Matt Henry - Tom Latham (wk) - Mitchell McClenaghan - Nathan McCullum - Kyle Mills - Adam Milne - James Neesham - Luke Ronchi - Ross Taylor - Daniel Vettori | - Shahid Afridi (K) - Ahmed Shehzad - Anwar Ali - Awais Zia - Haris Sohail - Mohammad Hafeez - Mohammad Irfan - Raza Hasan - Saad Nasim - Sarfaraz Ahmed (wk) - Sohail Tanvir - Umar Akmal - Umar Gul - Wahab Riaz | - Kane Williamson (K) - Corey Anderson - Dean Brownlie - Anton Devcich - Martin Guptill - Matt Henry - Tom Latham (wk) - Mitchell McClenaghan - Nathan McCullum - Kyle Mills - Adam Milne - James Neesham - Luke Ronchi - Ross Taylor - Daniel Vettori |

## Tour Match
| 3. – 5. November Scorecard | Sharjah | Pakistan A 215 (92.1) & 153-3 (63) | – | New Zealanders 244-8d (70) |
|                            |         | Remis                              |   |                            |

## Tests

### Erster Test in Abu Dhabi
| 9. – 13. November Scorecard | Abu Dhabi | Pakistan 566-3d (170.5) & 175-2d (39.2) | – | Neuseeland 262 (87.3) & 231 (70.3) |
|                             |           | Pakistan gewinnt mit 248 Runs           |   |                                    |

### Zweiter Test in Dubai
| 17. – 21. November Scorecard | Dubai | Neuseeland 403 (156) & 250-9d (64.5) | – | Pakistan 393 (147) & 196-5 (67) |
|                              |       | Remis                                |   |                                 |

### Dritter Test in Sharjah
| 26. November – 1. Dezember Scorecard | Sharjah | Pakistan 351 (125.4) & 259 (63.3)                | – | Neuseeland 690 (143.1) |
|                                      |         | Neuseeland gewinnt mit einem Innings und 80 Runs |   |                        |

In Folge des Todes von Phillip Hughes in einem Spiel des Sheffield Shield in Australien wurde das Spiel am zweiten Tag nicht begonnen und ein zusätzlicher Tag an das Spiel angehängt.

## Twenty20 Internationals

### Erstes Twenty20 in Dubai
| 4. Dezember Scorecard | Dubai | Neuseeland 135-7 (20)          | – | Pakistan 140-3 (19.1) |
|                       |       | Pakistan gewinnt mit 7 Wickets |   |                       |

### Zweites Twenty20 in Dubai
| 5. Dezember Scorecard | Dubai | Neuseeland 144-8 (20)          | – | Pakistan 127 (18.5) |
|                       |       | Neuseeland gewinnt mit 17 Runs |   |                     |

## One-Day Internationals

### Erstes ODI in Dubai
| 8. Dezember Scorecard | Dubai | Neuseeland 246-7 (50)          | – | Pakistan 250-7 (49.3) |
|                       |       | Pakistan gewinnt mit 3 Wickets |   |                       |

### Zweites ODI in Sharjah
| 12. Dezember Scorecard | Sharjah | Pakistan 252 (48.3)              | – | Neuseeland 255-6 (46) |
|                        |         | Neuseeland gewinnt mit 4 Wickets |   |                       |

### Drittes ODI in Sharjah
| 14. Dezember Scorecard | Sharjah | Pakistan 364-7 (50)           | – | Neuseeland 217 (38.2) |
|                        |         | Pakistan gewinnt mit 147 Runs |   |                       |

### Viertes ODI in Abu Dhabi
| 17. Dezember Scorecard | Abu Dhabi | Neuseeland 299-5 (50)         | – | Pakistan 292-8 (50) |
|                        |           | Neuseeland gewinnt mit 7 Runs |   |                     |

### Fünftes ODI in Abu Dhabi
| 19. Dezember Scorecard | Abu Dhabi | Neuseeland 275-4 (50)          | – | Pakistan 207 (43.3) |
|                        |           | Neuseeland gewinnt mit 68 Runs |   |                     |

## Statistiken
Die folgenden Cricketstatistiken wurden bei dieser Tour erzielt.
| Tests            | Tests      | Tests   | Tests   | Tests   | Tests   | Tests   | Tests   | Tests   |
| Batting          | Batting    | Batting | Batting | Batting | Batting | Batting | Batting | Batting |
| Spieler          | Mannschaft | Spiele  | Innings | Runs    | Average | HS      | 100s    | 50s     |
| ---------------- | ---------- | ------- | ------- | ------- | ------- | ------- | ------- | ------- |
| Mohammad Hafeez  | Pakistan   | 2       | 4       | 418     | 139,33  | 197     | 2       | 1       |
| Brendon McCullum | Neuseeland | 3       | 5       | 347     | 69,40   | 202     | 1       | 0       |
| Tom Latham       | Neuseeland | 3       | 5       | 282     | 56,40   | 137     | 2       | 0       |
| Kane Williamson  | Neuseeland | 3       | 5       | 261     | 52,20   | 192     | 1       | 0       |
| Azhar Ali        | Pakistan   | 3       | 6       | 254     | 42,33   | 87      | 0       | 2       |
| Bowling          |            |         |         |         |         |         |         |         |
| Spieler          | Mannschaft | Spiele  | Overs   | Wickets | Average | BBI     | 5W      | 10W     |
| Yasir Shah       | Pakistan   | 3       | 141.1   | 15      | 33,52   | 5/79    | 1       | 0       |
| Zulfiqar Babar   | Pakistan   | 3       | 147.2   | 13      | 38,07   | 4/96    | 0       | 0       |
| Mark Craig       | Neuseeland | 3       | 131.1   | 13      | 41,61   | 7/94    | 1       | 1       |
| Rahat Ali        | Pakistan   | 3       | 97      | 11      | 25,18   | 4/22    | 0       | 0       |
| Trent Boult      | Neuseeland | 3       | 109     | 8       | 32,50   | 4/38    | 0       | 0       |
| Ish Sodhi        | Neuseeland | 3       | 150     | 8       | 67,62   | 2/66    | 0       | 0       |

| ODIs                 | ODIs       | ODIs    | ODIs    | ODIs    | ODIs    | ODIs    | ODIs    | ODIs    |
| Batting              | Batting    | Batting | Batting | Batting | Batting | Batting | Batting | Batting |
| Spieler              | Mannschaft | Spiele  | Innings | Runs    | Average | HS      | 100s    | 50s     |
| -------------------- | ---------- | ------- | ------- | ------- | ------- | ------- | ------- | ------- |
| Kane Williamson      | Neuseeland | 5       | 5       | 346     | 86,50   | 123     | 1       | 2       |
| Ross Taylor          | Neuseeland | 5       | 5       | 252     | 84,00   | 105*    | 1       | 1       |
| Haris Sohail         | Pakistan   | 5       | 5       | 235     | 58,75   | 85*     | 0       | 2       |
| Shahid Afridi        | Pakistan   | 5       | 5       | 205     | 41,00   | 61      | 0       | 2       |
| Ahmed Shehzad        | Pakistan   | 5       | 5       | 195     | 39,00   | 113     | 1       | 1       |
| Bowling              |            |         |         |         |         |         |         |         |
| Spieler              | Mannschaft | Spiele  | Overs   | Wickets | Average | BBI     | 5W      | 10W     |
| Matt Henry           | Neuseeland | 4       | 38      | 13      | 16,30   | 5/30    | 1       | 0       |
| Mohammad Irfan       | Pakistan   | 5       | 46      | 9       | 27,55   | 3/57    | 0       | 0       |
| Shahid Afridi        | Pakistan   | 5       | 49.2    | 8       | 24,87   | 3/37    | 0       | 0       |
| Haris Sohail         | Pakistan   | 5       | 42      | 6       | 36,16   | 3/45    | 0       | 0       |
| Mitchell McClenaghan | Neuseeland | 4       | 37.3    | 6       | 39,83   | 3/56    | 0       | 0       |

| Twenty20s      | Twenty20s  | Twenty20s | Twenty20s | Twenty20s | Twenty20s | Twenty20s | Twenty20s | Twenty20s |
| Batting        | Batting    | Batting   | Batting   | Batting   | Batting   | Batting   | Batting   | Batting   |
| Spieler        | Mannschaft | Spiele    | Innings   | Runs      | Average   | HS        | 100s      | 50s       |
| -------------- | ---------- | --------- | --------- | --------- | --------- | --------- | --------- | --------- |
| Sarfraz Ahmed  | Pakistan   | 2         | 2         | 77        | 77,00     | 76*       | 0         | 1         |
| Luke Ronchi    | Neuseeland | 2         | 2         | 64        | 32,00     | 33        | 0         | 0         |
| Corey Anderson | Neuseeland | 1         | 1         | 48        | 48,00     | 48        | 0         | 0         |
| Umar Akmal     | Pakistan   | 2         | 2         | 37        | 37,00     | 27*       | 0         | 0         |
| Ahmed Shehzad  | Pakistan   | 1         | 1         | 33        | 33,00     | 33        | 0         | 0         |
| Bowling        |            |           |           |           |           |           |           |           |
| Spieler        | Mannschaft | Spiele    | Overs     | Wickets   | Average   | BBI       | 5W        | 10W       |
| Kyle Mills     | Neuseeland | 1         | 3.5       | 3         | 8,66      | 3/26      | 0         | 0         |
| James Neesham  | Neuseeland | 2         | 3.1       | 3         | 10,33     | 3/25      | 0         | 0         |
| Sohail Tanvir  | Pakistan   | 2         | 8         | 3         | 18,00     | 2/24      | 0         | 0         |
| Shahid Afridi  | Pakistan   | 2         | 8         | 3         | 20,00     | 2/33      | 0         | 0         |
| Umar Gul       | Pakistan   | 1         | 4         | 2         | 12,00     | 2/24      | 0         | 0         |
| Mohammad Irfan | Pakistan   | 1         | 4         | 2         | 13,50     | 2/27      | 0         | 0         |
| Anton Devcich  | Neuseeland | 2         | 6         | 2         | 17,50     | 2/16      | 0         | 0         |
| Raza Hasan     | Pakistan   | 2         | 8         | 2         | 24,00     | 1/24      | 0         | 0         |

## Player of the Series
Als Player of the Series wurden die folgenden Spieler ausgezeichnet.
| Serie | Player of the Series |
| ----- | -------------------- |
| Test  | Mohammad Hafeez      |
| ODI   | Kane Williamson      |
| T20   | Luke Ronchi          |

### Player of the Match
Als Player of the Match wurden die folgenden Spieler ausgezeichnet.
| Spiel   | Player of the Match |
| ------- | ------------------- |
| 1. Test | Rahat Ali           |
| 2. Test | Ross Taylor         |
| 3. Test | Mark Craig          |
| 1. T20  | Sarfraz Ahmed       |
| 2. T20  | Adam Devcich        |
| 1. ODI  | Haris Sohail        |
| 2. ODI  | Kane Williamson     |
| 3. ODI  | Ahmed Shehzad       |
| 4. ODI  | Kane Williamson     |
| 5. ODI  | Matt Henry          |